# 괴산 공림사 승탑
괴산 공림사 승탑(槐山 空林寺 僧塔)은 충청북도 괴산군 청천면 사담리, 공림사에 있는 조선시대의 승탑이다. 2002년 1월 11일 충청북도의 문화재자료 제35호로 지정되었다.

## 개요
공림사의 뒤뜰에 따로 마련된 곳에 있는 2기의 부도로 동쪽과 서쪽 방향에 세웠다. 원래의 자리는 알 수 없으나 비교적 온전한 형태를 갖춘 모습이다.
공림사는 신라 48대왕 경문왕때 자정선사(慈淨禪師)가 수도하던 암자에 경문왕이 선사의 인물됨을 알고 국사(國師)의 존호(尊號)와 주석(住錫)하는 절에 공림사의 이름을 지어 ‘공림사(空林寺)’라 쓴 현판을 내렸다고 전한다. 조선 정종 원년에 함허당(涵虛堂) 득통화상(得通和尙)이 폐사된 절을 중창하고 주석하였으며, 이후 인조때 중창하였다. 1965년 극락전과 요사를 중건하였고, 1981년부터 13년간 탄성스님이 중건하였다.
2기의 부도는 모두 팔각원당형(八角圓堂型)으로 크기와 모양이 비슷하다. 서쪽 부도는 받침 부분이 파손되고 지붕돌 일부가 없어졌으나 비교적 원형대로 잘 남아 있는 편이다. 동쪽 부도는 네모난 지대석 위에 팔각으로 된 하대석과 중대석 괴임을 놓고, 다시 중대석을 얹고 그 위로 상대석을 놓았다. 그리고 둥근 몸돌을 놓고 그위에 낙수면이 급한 지붕돌을 놓았으며, 지붕돌 위에 보주를 올렸다.
공림사에 있는 2기의 부도는 상태가 대체로 양호할 뿐만 아니라 몸돌이 원형인 것을 제외하면 팔각원당형 부도의 전형적인 특징을 잘 보여 주는 좋은 자료이다.

## 참고 자료
- 괴산 공림사 승탑 - 국가유산청 국가유산포털